# Caloptilia scansoria
Caloptilia scansoria là một loài bướm đêm thuộc họ Gracillariidae. Nó được tìm thấy ở Ấn Độ (Himachal Pradesh).